# Otilia Cazimir
Otilia Cazimir (Alexandrina Gavrilescu, 12 février 1894, Cotu Vameș, județ de Neamț - 8 juin 1967, Iași) est une écrivaine, poétesse, traductrice et journaliste roumaine, ayant reçu le surnom de la poétesse des âmes simples, connue notamment comme auteur de poésie pour enfants.

## Biographie
Elle était le cinquième enfant des enseignants Ecaterina et Gheorghe Gavrilescu. Elle a passé son enfance dans son village natal jusqu'en 1898 quand la famille a déménagé à Iași, ville « où elle passera le restant de sa vie » C'est ici qu'elle a donc suivi les cours du cycle élémentaire, ainsi que le lycée, puis les cours de la faculté de lettres et philosophie, mais sans toutefois soutenir l'examen de licence. Son pseudonyme littéraire, elle a en d'ailleurs utilisé d'autres, tels que Alexandra Casian, Ofelia, Magda, Dona Sol, pour signer notamment des articles féministes, a été choisi par Mihail Sadoveanu et Garabet Ibraileanu. Selon ses propres dires, celui-ci ne lui a guère plu : « Permettez-moi de vous confier, après toutes ces années, que ce nom, que j'ai cependant porté avec honneur, ne m'a jamais plu. Je n'ai rien en commun avec les héroïnes des légendes allemandes, et la toute première Otilia que j'ai rencontrée, la fillette avec laquelle j'ai partagé le même banc d'école élémentaire, était sotte, grosse et boutonneuse. »
Elle a traduit des ouvrages de littérature française, dont notamment ceux de Guy Maupassant, et des textes du russe vers le roumain, parfois en collaboration.
Otilia Cazimir a collaboré de manière soutenue aux publications suivantes : Însemnări ieșene [Notes consignées à Iași], Adevărul literar și artistic [La Vérité littéraire et artistique], Lumea-bazar săptămânal [Le Monde, capharnaüm hebdomadaire], Bilete de papagal [Billets de perroquet], Iașul nou [Iași, la nouvelle] Iașul literar [Iași, la littéraire], Orizont [Horizon], Gazeta literară [La Gazette littéraire], Cronica [La Chronique].
Entre 1937 et 1947 elle fut inspectrice des théâtres de Moldavie et en 1946 elle devint collaboratrice permanente des éditions Cartea Rusă [Le Livre russe] pour le compte desquelles elle traduit en adaptant des textes russes et soviétiques.

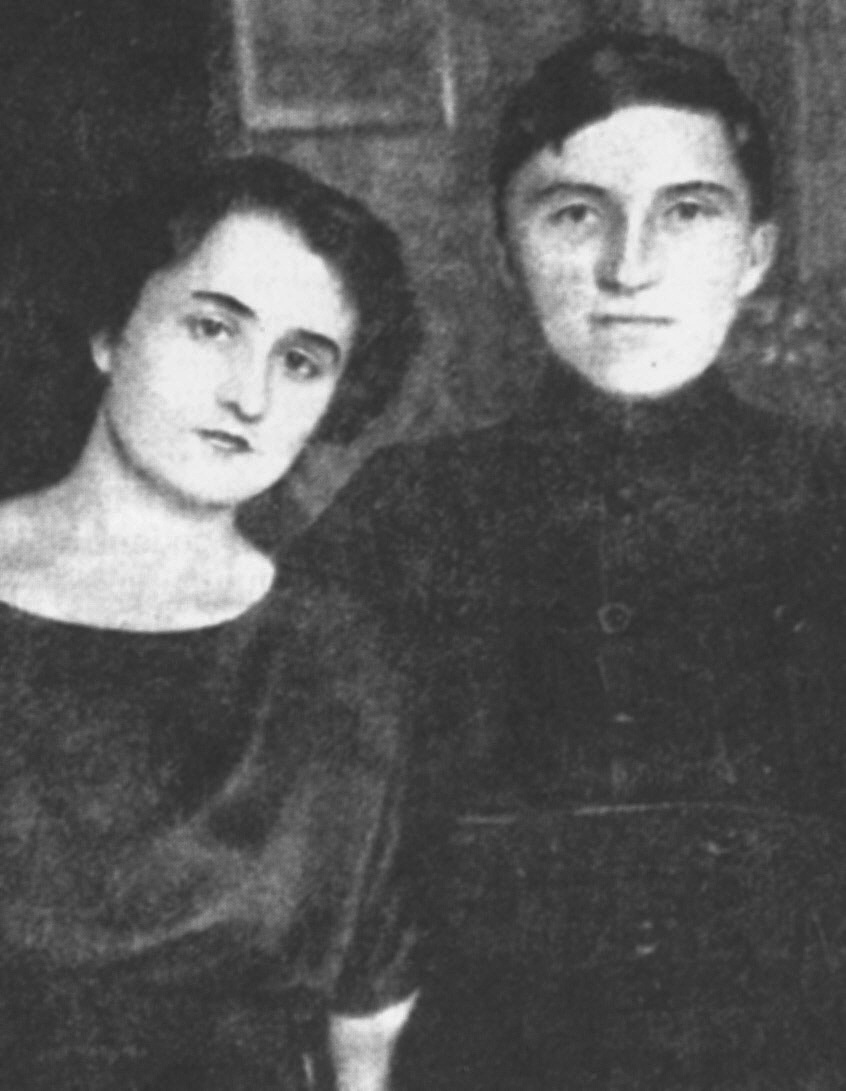
Otilia Casimir et George Topîrceanu
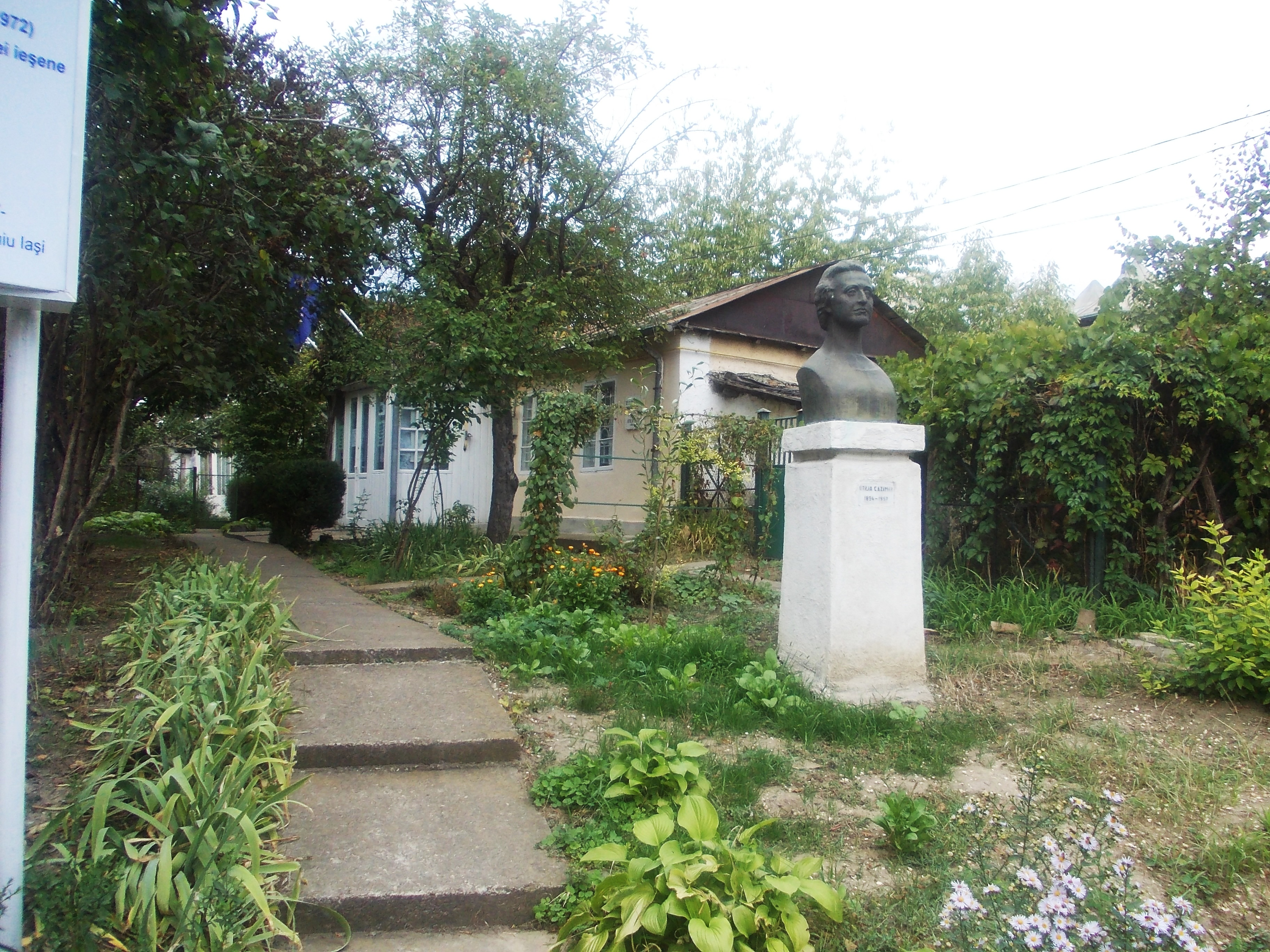
La maison commémorative Otilia Cazimir, Iași

## Prix et distinctions
Pour son activité littéraire riche, elle a reçu de nombreux prix et distinctions : le prix de l'Académie Roumaine (1927), le prix Femina (1928), le prix national pour la Littérature (1937), le prix de la Société des écrivains roumains (1942), la médaille roumaine du travail en 1954 et puis en 1964 .

## L'œuvre littéraire

### Poèmes
- Lumini și umbre [Des lumières et des ombres], Editura Viața Românească, Iași, 1923
- Fluturi de noapte [Papillons de nuit], Editura Cartea Românească, Bucarest, 1926
- Cântec de comoară [Le chant du trésor], Editura Națională S. Ciornei, Bucqrest, 1931
- Jucării [Jouets], Bucarest, 1938
- Poezii [Poèmes], Fundația pentru literatură și artă „Regele Carol II”, Bucarest, 1939
- Catinca și Catiușa, două fete din vecini [Catinca et Catiușa, deux filles du voisinage] (en collaboration avec Th. Kiriacoff-Suruceanu), Editura Cartea Rusă (Les Éditions du livre russe), Bucarest, 1947
- Stăpânul lumii [Le maître du monde], Editura Cartea Rusă, Bucarest, 1947
- Alb și negru [Blanc et noir] (en collaboration avec Th. Kiriacoff-Suruceanu), Editura Cartea Rusă, Bucarest, 1949
- Baba Iarna intră-n sat [L’Hiver, vieille femme, arrive au village], Editura Tineretului, Bucarest, 1954
- Poezii [Poèmes], Fundația pentru literatură și artă „Regele Carol II”, Bucarest, 1956
- Versuri [Vers], préface de Constantin Ciopraga, Editura de Stat pentru Literatură și Artă (Les Éditions d'État pour la Littérature et les arts), Bucarest, 1957
- Poezii [Poèmes], Bucarest, 1959
- Partidului de ziua lui [Au parti, pour son anniversaire], Bucarest, 1961
- Poezii (1928-1963) [Poèmes (1928-1963)], préface de Constantin Ciopraga, Bucarest, Editura Tineretului, 1964
- Cele mai frumoase poezii [Les plus beaux poèmes], préface de Constantin Ciopraga, Bucarest, Editura Tineretului, 1965
- Poezii [Poèmes], Editura Ion Creangă, Bucarest, 1975
- Ariciul împărat [Le hérisson empereur], Editura Ion Creangă, 1985

### Prose
- Din întuneric. Fapte și întâmplări adevărate. (Din carnetul unei doctorese) [Depuis l'obscurité. Aventures et faits divers réels. (extraits du journal d'une doctoresse)], Editura Cartea Românească, Bucarest, 1928
- Grădina cu amintiri. Și alte schițe [Le jardins des souvenirs et autres esquisses], Editura Cartea Românească, București, 1929
- Licurici. Cronici fantastice și umoristice [Lucioles. Chroniques fantastiques et humoristiques], Editura Cartea Românească, Bucarest, 1930
- În târgușorul dintre vii [Dans la bourgade d'entre les vignes], Editura Librăriei Universală Alcalay, Bucarest, 1939
- A murit Luchi... [Luchi est morte...], Fundația Regală pentru Literatură și Artă, București, 1942
- Prietenii mei, scriitori... [Mes amis, écrivains...], E.S.P.L.A., Bucarest, 1960
- Albumul cu poze [Album photo], I-II, Bucarest, 1957-1967
- Scrieri în proză [Des écrits en prose], Editura Junimea, Iași, 1971-1972, 2 volumes

### Divers
- Unchiul din America [L'Oncle d'Amérique], vaudeville, Iași, 1924
- Carte de citire pentru clasa IV-a primară [Livre de lecture pour la fin du cycle élémentaire], Craiova, 1937
- Inscripții pe marginea anilor [Notes consignées en marge des années qui passent], recueil d'articles sous la direction et avec une préface de George Sanda, Iași, 1973
- Scrieri despre teatru [Écrits sur le théâtre], recueil d'articles sous la direction et avec une préface de George Sanda, Editura Junimea, Iași, 1978

### Traductions
- Mikhaïl Boulatov (ru) - Gâște călătoare [Des oies voyageuses], Bucarest, 1948
- Konstantin Ouchinski (ru) - Baba iarna face pozne [L’Hiver, vieille femme, nous joue des tours], en collaboration avec Eugen Vinea, Bucarest, 1948
- Alexandre Kouprine - Sulamita [Sulamite], Bucarest, 1948
- Maxime Gorki - Întreprinderile Artamonov, en collaboration avec Mihail Baras, Bucarest, 1949
- Léo Cassil - Sub semnul lui Marte [Sous le signe de mars], en collaboration avec Xenia Stroe, Bucarest, 1949
- Samouil Marchak - Puișorii în cușcă [Poussins en cage], en collaboration avec Andrei Ivanovski, Oradea, 1949
- Vera Panova - Tovarăși de drum (Compagnons de voyage), Bucarest, 1949
- Mikhaïl Boubennov - Mesteacăn alb [Bouleau blanc], I-II, en collaboration avec Eugen Vinea, Bucarest, 1949-1954
- Moukhtar Aouézov - Abai: roman-epopee ( Abaï, chez Gallimard ), en collaboration avec Andrei Ivanovski, Bucarest, 1950
- Konstantin Fedine - en collaboration avec Tatiana Berindei : O vară neobișnuită [Un été inhabituel] , Bucarest, 1950 ; Primele bucurii [Premières joies], București, 1951 et seule Sanatoriul Arktur, Bucarest, 1964
- Galina Nikolaïeva - en collaboration avec Nicolae Gumă : Secerișul [La Moisson], Bucarest, 1951 et Povestea Nastei Kovșova, Bucarest, 1955
- Mikhaïl Slonimski (ru) - Inginerii [Les ingénieurs], en collaboration avec St. Siclodi, Bucarest, 1951
- Valentin Kataïev - en collaboration avec Nicolae Gumă : Pentru puterea sovietelor [Pour le Pouvoir des Soviets ou "les catacombes d'Odessa"], Bucarest, 1954 et Livada din stepă [Le Village de la Steppe], Bucarest, 1959
- Alexis Nikolaïevitch Tolstoï - en collaboration avec Constantin Stere Calvarul, Bucarest, 1954
- Arkadi Gaïdar - en collaboration avec Nicolae Gumă : Opere (Œuvres), I-III, Bucarest, 1955 ; Timur și băieții lui [Timour et sa brigade, titre original «Тимур и его команда»], idem ; Poveste despre secretul militar : Despre Malciș-Kabalciș și cuvîntul său de onoare [Le Secret de guerre, titre original «Военная тайна»], Bucarest, 1956 ; Ceașca albastră [La Tasse bleue, titre original «Голубая чашка»], idem ; Ciuk și Ghek [Tchouk et Guek, titre original «Чук и Гек»], idem ; Școala [L'École, titre original «Школа»], Bucarest, 1960 ; Piatra cea fierbinte [Pierre chaude, titre original «Горячий камень»], Bucarest, 1961 et Comandantul cetății de zapadă [Le Commandant de la forteresse de neige, titre original «Комендант снежной крепости»]
- Leonid Leonov - Lăcustele, en original Саранча, publié en français sous le titre Les Sauterelles, en collaboration avec Nicolae Gumă, Bucarest, 1957
- Sergueï Mikhalkov - Unchiul Stiopa [L'Oncle Styopa, titre original Степан Степанов], Bucarest, 1956
- Maria Postupalskaya - en collaboration avec Nicolae Gumă, Aur curat, Bucarest, 1956
- Arthur Conan Doyle - en collaboration avec Rodica Nenciulescu, O lume dispărută, Bucarest, 1958
- Anton Tchekhov - en collaboration avec Nicolae Gumă, Opere, VI, VII, XII, Bucarest, 1957-1963
- Vladimir Korolenko - en collaboration avec Nicolae Gumă, Povestea unui contemporan' [L'histoire d'un contemporain], Bucarest, 1958
- Ethel Lilian Voynich - Tăunul [Le Taon ou La Mouche-Cheval], Editura Tineretului, Bucarest, 1961
- Guy de Maupassant - en collaboration avec R. Malcoci et Lucia Demetrius, O viață, i.e Une Vie, Bucarest, 1961 et Opere [Œuvres], Bucarest, 1966
- Božena Němcová - en collaboration avec Livia Storescu et lonescu-Nișcov, Vârtelnița de aur [La bobine d'or], Bucarest, 1967